# هرمان ووک
هرمان ووک (به انگلیسی: Herman Wouk) (زاده ۲۷ مه ۱۹۱۵ – درگذشته ۱۷ مه ۲۰۱۹) رمان‌نویس آمریکایی بود. او برنده جایزه پولیتزر برای رمان طغیان قابیل در سال ۱۹۵۲ میلادی شد. نویسنده پرکار آمریکایی و خالق رمان معروف «شورش کین»
هرمان ووک «جزو بزرگان ادبیات» بود و رمان‌های مشهور او دربارهٔ جنگ جهانی دوم، «بخشی از رمان‌های مهم آمریکایی» است.

## زندگی‌نامه
ووک در یک خانواده مهاجر یهودی اهل بلاروس در محله برانکس به دنیا آمد. او بعداً زندگی‌اش در این محله را در رمان مارجوری مورنینگ استار (۱۹۵۵) توصیف کرد. این رمان، داستان یک دختر جوان یهودی است که دوست دارد هنرپیشه شود. سه سال پس از انتشار این رمان، فیلمی بر اساس آن ساخته شد که ناتالی وود، هنرپیشه آمریکایی نقش مارجوری را در کنار جین کلی، دیگر هنرپیشه معروف آمریکایی، در آن فیلم بازی کرد. ناتالی وود خود نیز در خانواده‌ای مهاجر به دنیا آمده بود. هرمان ووک پس از تحصیل در دبیرستان تاونسند هریس در نیویورک، در سال ۱۹۳۴ از دانشگاه کلمبیا در رشته هنر دیپلم گرفت. در دانشگاه کلمبیا یکی از استادانش ایروین ادمن، فیلسوف آمریکایی بود که بعداً معاونت فرهنگستان هنر و ادبیات را برعهده گرفت. هرمان ووک اولین کتاب خود را به ادمن تقدیم کرد. ووک پس از تحصیل به عنوان سناریست در رادیو مشغول به کار شد و برای فرد آلن، کمدین رادیویی معروف، به عنوان نویسنده کار کرد که حقوق خوبی از آن به دست می‌آورد. او اولین کتابش را با عنوان «مرد بارانی‌پوش» در سال ۱۹۴۱ منتشر کرد. او دقیقاً پس از حمله ژاپنی‌ها به پرل هاربر که منجر به ورود آمریکا به جنگ جهانی دوم شد، به خدمت نیروی دریایی ارتش آمریکا درآمد. تجربه جنگ به او خیلی چیزها آموخت. هرمان ووک خود در این باره گفته بود: «من دربارهٔ دستگاه‌ها خیلی آموختم. من آموختم انسان‌ها زیر فشار چطور رفتار می‌کنند و دربارهٔ آمریکایی‌ها خیلی چیزها فهمیدم.» او در دو ناوشکن ارتش آمریکا حضور داشت که در دومی، جانشین فرمانده ناوشکن شد. او در این دوره، زمانی که اوقات فراقت داشت، مشغول نوشتن رمان «ارورا دون» بود. او اولین صفحات این رمان را برای ایروین ادمن فرستاد تا در نیویورک ناشری برای آن پیدا کند. بالاخره ووک قرارداد چاپ این کتاب را زمانی که هنوز در دریا مشغول خدمت بود، امضا کرد و این رمان در سال ۱۹۴۷ منتشر شد. این رمان از سوی باشگاه کتاب ماه (Book of the Month) به عنوان کتاب برتر انتخاب شد. اما سومین رمان ووک با نام «پسر شهر، ماجراهای هربی» در سال ۱۹۴۸ از نظر فروش، یک شکست بود.

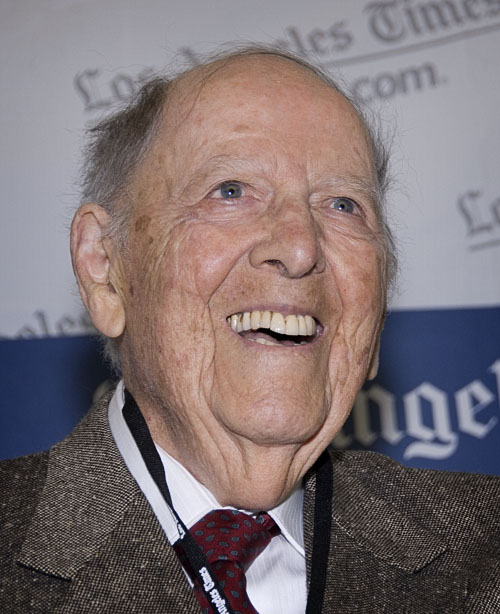

«شورش کین» که در سال ۱۹۵۱ منتشر شد، شهرت زیادی برای نویسنده‌اش به ارمغان آورد. «شورش کین»، حاصل تجربه‌های هرمان هوک از کارش در کشتی مین‌روب ارتش آمریکا در اقیانوس آرام در زمان جنگ جهانی دوم است. این رمان در زمان خود بسیار پرفروش شد و جایزه پولیتزر را به دست آورد. همچنین خود ووک نمایش‌نامه‌ای بر اساس آن نوشت که در یک سالن تئاتر در نیویورک به نمایش درآمد. در سال ۱۹۵۴ اقتباسی سینمایی نیز از «شورش کین» به همین نام توسط ادوارد دمیتریک با حضور هامفری بوگارت در نقش کاپیتان کوئینگ ساخته شد. ووک پس از پایان نگارش این رمان، در رادیو دولتی آمریکا (ان‌پی‌آر) مشغول کار شد. او در خاطرات روزانه‌اش دربارهٔ این رمان نوشت: «اگر اشتباه نکنم، این رمان خوبی است. اما هنوز رمانی نیست که من می‌خواهم دربارهٔ جنگ بنویسم.» در پنجم سپتامبر سال ۱۹۵۵، تصویری از هرمان هوک روی جلد شماره مجله تایم منتشر شد. هرمان ووک در سال ۱۹۵۹، اولین کتاب غیرداستانی خود را با عنوان «این خدای من است، این راه یهود برای زندگی است» که بعداً در سال ۱۹۷۳ با بازنگری دوباره منتشر شد
- Youngblood Hawke (1962).[۴] این کتاب دربارهٔ یهودیت ارتدکس است. ووک در دهه ۱۹۷۰ دو کتاب به نام‌های «بادهای جنگ»[پ] (1971)[۴] و «جنگ و خاطره»[ت] (۱۹۷۸) را به چاپ رساند.[۴] ووک «جنگ و خاطره» را که دارای ارجاع‌های بسیاری به انجیل است و تصویری مصیبت‌بار از هولوکاست به دست می‌دهد، به پسر بزرگش آبراهام آیزاک، تقدیم کرد که در کودکی بر اثر یک تصادف جان سپرد.

خود هرمان ووک دربارهٔ هولوکاست گفته بود که «مهم‌ترین داستانی است که برای گفتن داشته». این نویسنده آمریکایی برای داستان‌های بعدی خود مورخان جوان را به کار می‌گرفت تا از تحقیق آنان برای نوشتن داستان‌های تاریخی بهره ببرد. رمان «قانونگذار» که در سال ۲۰۱۲ به چاپ رسید داستان یک گروه فیلمسازی را روایت می‌کند که قصد دارد دربارهٔ موسی فیلم بسازند. در سال ۲۰۱۲، زمانی که رمان جدیدی از هرمان ووک -تقریباً صدمین کتابش- منتشر شده بود، او به نیویورک تایمز گفت که در حال نوشتن کتاب دیگری است: «چه کنم؟ بیکار بنشینم تا سال دیگر؟» در سال ۲۰۱۶، همزمان با صدسالگی‌اش، او مجموعه‌ای از خاطراتش را منتشر کرد. در حالی که به نظر می‌رسید که این کتاب، آخرین کتاب هرمان ووک باشد، مدیربرنامه (ایجنت) او خبر داد که این نویسنده «یک ماه است که مشغول نوشتن کتاب دیگری است».

## زندگی شخصی

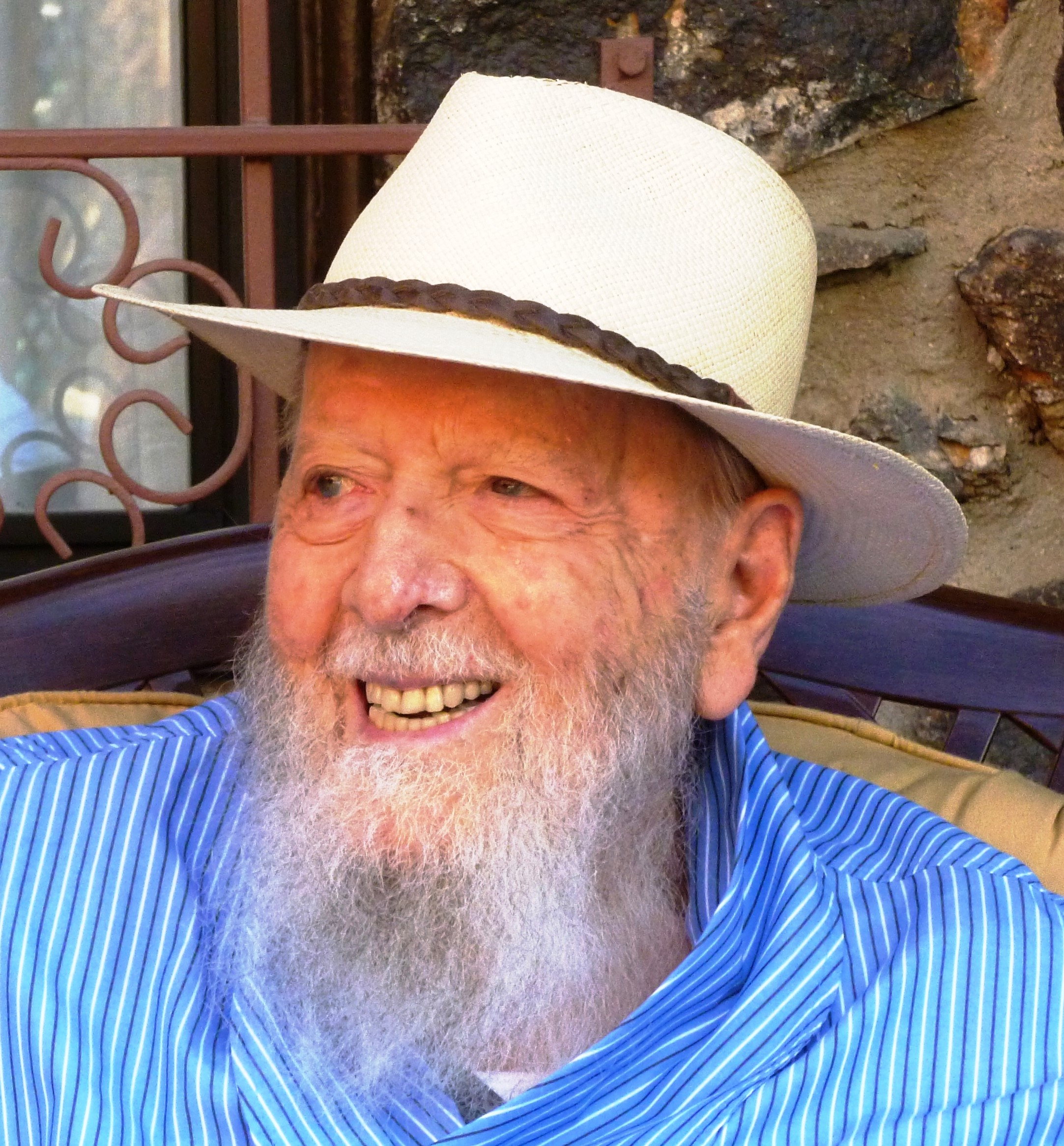
هرمن ووک در سال ۲۰۱۴